# فلورنس گریفیت-جوینر
فلورنس گریفیث-جوینر (به انگلیسی: Florence Griffith-Joyner) (۲۱ دسامبر ۱۹۵۹ – ۲۱ سپتامبر ۱۹۹۸) ورزشکار زن دوهای سرعت اهل ایالات متحده آمریکا بود که همچنان سریع‌ترین زن تاریخ بشر و رکورددار دوهای ۱۰۰ متر و ۲۰۰ متر جهان است. او در بین سال‌های‎ ۱۹۸۴ تا ۱۹۸۸، در مسابقات بازی‌های المپیک تابستانی در مجموع ۵ مدال شامل ۳ مدال طلا و ۲ مدال نقره کسب کرد.

## المپیک سئول
گریفیث-جونیور در المپیک ۱۹۸۸ سئول با رکورد ۱۰:۴۹ ثانیه در دو ۱۰۰ متر و ۲۱:۳۴ ثانیه در ۲۰۰ متر قهرمان شد و رکورد جهانی این دو ماده را به شکل چشمگیری کاهش داد. این رکوردها هنوز دست‌نخورده باقی مانده و هیچ‌کس حتی به آنها نزدیک هم نشده‌است. این رکوردها به قدری عجیب بوده‌اند که همواره بحث دوپینگ وی مطرح بوده‌است.
یواخیم کروز، دوندهٔ برزیلیِ قهرمان المپیک، در این مورد گفته که این رکوردها فقط می‌تواند نتیجهٔ استفاده از داروهای استروئیدی یا داروهای نیروزای دیگر باشد؛ چراکه فیزیک بدنیِ گریفیث-جوینر در سال ۱۹۸۸ نسبت به سال قبل به شکل کاملاً آشکاری تغییر کرده بود و رکورد وی نیز در همین یک سال به طرز چشمگیری پایین آمده بود. تا پیش از سال ۱۹۸۸، رکورد شخصیِ فلورانس در ۱۰۰ متر ۱۰:۹۶ ثانیه و در ۲۰۰ متر ۲۱:۹۶ ثانیه بود. اما او در سال ۱۹۸۸ رکورد ۱۰۰ متر خود را ۰٫۴۷ ثانیه و رکورد ۲۰۰ مترش را ۰٫۶۲ ثانیه بهبود داده بود، آن هم در حالی که او یک زن ۲۹ساله بود؛ سنی که تقریباً پایان عمر ورزشی دونده‌های سرعت محسوب می‌شود.
گریفیث-جوینر در مورد تغییر فیزیک بدنی خود گفته‌است که به دلیل تغییر برنامه بدنسازی این اتفاق افتاده‌است وی مربی خود را تغییر داده بود و مربی جدید تمرینات قدرتی پایین‌تنه بیشتری را برای او در نظر گرفته بود.
این در حالی‌ست که گریفیث-جوینر در طول مسابقات المپیک سئول بارها مورد آزمایش دوپینگ قرار گرفت و پاسخ تمام آنها منفی بود. گریفیث-جوینر پس از این المپیک، از ورزش حرفه‌ای خداحافظی کرد، اما وقتی در سال ۱۹۹۸ در ۳۸ سالگی بر اثر تشنج مغزی در خواب درگذشت، دوباره بحث‌های مربوط به احتمال دوپینگ وی و ارتباط این مرگ ناگهانی با عوارض مصرف داروها مطرح شد. پرنس الکساندر دی مرود، رئیس کمیسیون پزشکی کمیتهٔ بین‌المللی المپیک در آن زمان، گفته بود که ما در المپیک سئول به دلیل شایعاتی که در مورد مصرف داروهای استروئیدی توسط گریفیث-جوینر مطرح بود، از او آزمایش‌های اضافی گرفتیم و تمام آنالیزهای ممکن و قابل تصور را بر روی او انجام داده بودیم. مانفرد دونیکه، که در آن دوران بهترین متخصص مسائل دارو و ورزش محسوب می‌شد، نتوانسته بود هیچ داروی ممنوعه‌ای را در این آزمایش‌ها پیدا کند.